# Елвіс Камсоба
Елвіс Камсоба (кір. Elvis Kamsoba, нар. 21 липня 1996, Ньянза-Лак) — бурундійський футболіст, півзахисник австралійського клубу «Мельбурн Вікторі» і національної збірної Бурунді.

## Клубна кар'єра
Починав займатися футболом в австралійських юнацьких командах. У дорослому футболі дебютував 2012 року виступами за австралійську ж третьолігову команду «Плейфорд Сіті».
Згодом протягом 2014—2018 років грав на рівні другого австралійського дивізіону, де захищав кольои «Аделаїда Рейдерс», «Кройдон Кінгс», «Мельбурн Найтс» та «Ейвондейл».
2019 року перейшов до лав «Мельбурн Вікторі», команди найвищого австралійського дивізіону.

## Виступи за збірну
2019 року дебютував в офіційних матчах у складі національної збірної Бурунді.
У складі збірної був учасником першого в її історії великого міжнародного турніру — Кубка африканських націй 2019 року в Єгипті, де виходив на поле в одній грі.